# Josef Proksch

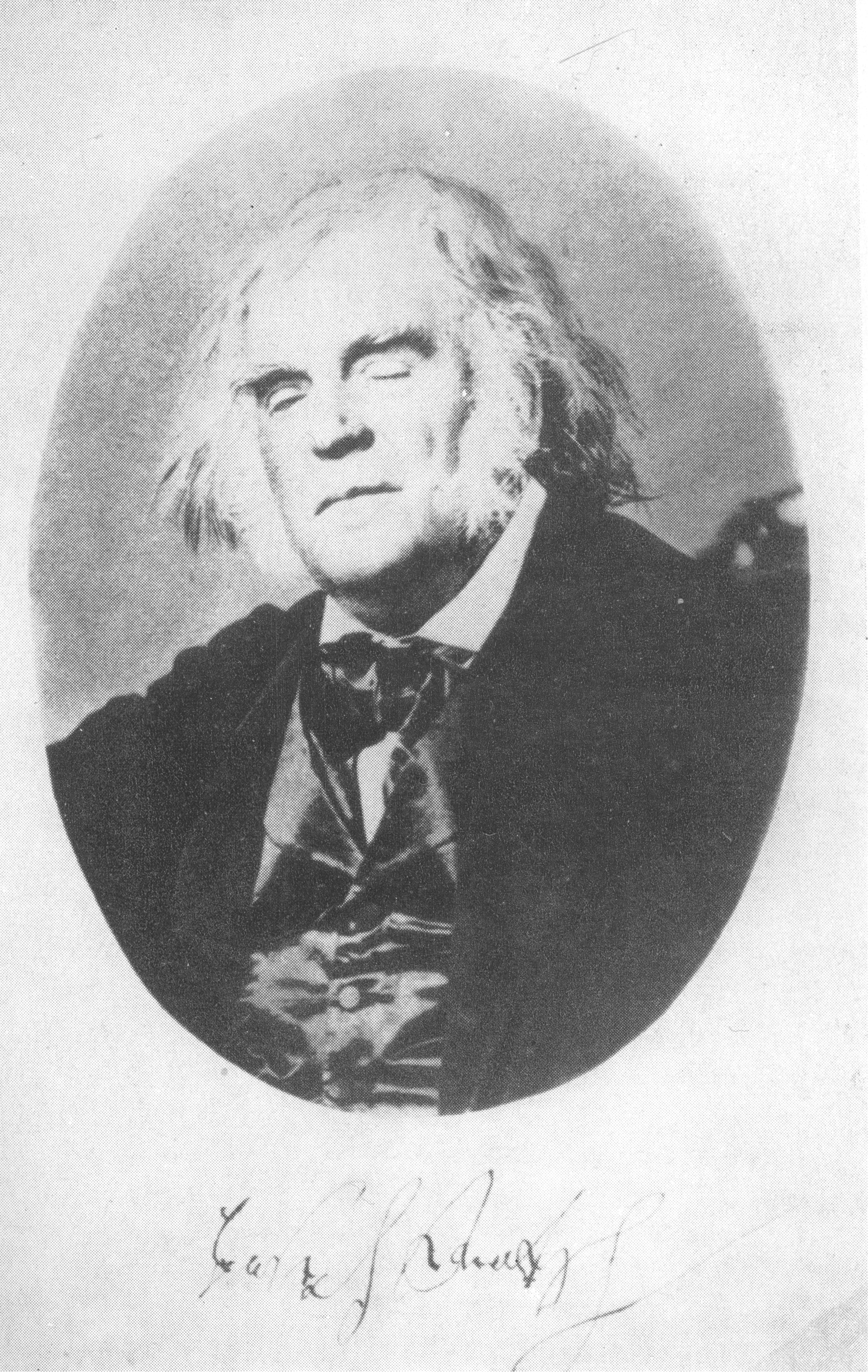
Joseph Proksch (1794-1864)

Josef Proksch (4 de agosto de 1794, Liberec – 20 de diciembre de 1864, Praga) fue un pianista y compositor checo de ascendencia alemana.
Proksch, que se quedó ciego con 17 años, era alumno de Jan Antonín Koželuh. En 1830, Proksch abrió una Musikbildungsanstalt (Academia de Música) en Praga. SU método de enseñar a varios estudiantes tocar de manera simultánea en las clases de piano ha sido continuado durante más de un siglo. Su alumno más famoso fue Bedřich Smetana, quien recibió lecciones de piano y teoría musical de 1843 a 1847.
Su hija, Marie Proksch, fue también una conocida pianista y compositora.

## Selección de obras
Además de escribir obras pedagógicas para piano, Proksch compuso un concierto para tres pianos, sonatas para piano, misas y cantatas y adoptó numerosas obras orquestales para cuatro a ocho pianos para emplearlas en sus clases.
- Versuch einer rationellen Lehrmethode im Pianoforte-Spiel – 50 volúmenes, obra pedagógica (1841–1864)
- Die Kunst des Ensembles im Pianoforte-Spiel – 7 volúmenes, obra pedagógica (1859)